# Par-delà le bien et le mal (film)
Pour l’article homonyme, voir Par-delà le bien et le mal pour le livre.
Ne doit pas être confondu avec Au-delà du bien et du mal (film, 1977).
Pour plus de détails, voir Fiche technique et Distribution.
Par-delà le bien et le mal (Good) est un film germano-britannique réalisé par Vicente Amorim, sorti en 2009 au Royaume-Uni d'après la pièce de C.P. Taylor. Il ne sort en France qu'en 2010, directement en DVD.

## Synopsis
La montée du national-socialisme en Allemagne dans les années 1930 a entraîné avec elle des millions de gens « bien » dans un terrible chaos. John Halder, universitaire à Francfort, se retrouve happé par le tourbillon du nazisme, pour finalement devoir trahir famille et amis.

## Fiche technique
- Titre : Good
- Réalisation : Vicente Amorim
- Scénario : John Wrathall, d'après la pièce de C.P. Taylor
- Musique : Simon Lacey
- Photographie : Andrew Dunn
- Montage : John Wilson
- Décors : Andrew Laws
- Costumes : Györgyi Szakács
- Production : Sarah Boote, Karsten Brünig, Douglas Cummins, Billy Dietrich, Simon Fawcett, Stephen Hays, Kevin Loader, Dan Lupovitz, Brian O'Shea, Julia Jay Pierrepont
- Société de production : Good Films, Miromar Entertainment
- Distribution : Lionsgate
- Pays d'origine :  Royaume-Uni et  Allemagne
- Langue : anglais
- Format : Couleurs - 2,35:1 - Dolby Digital - 35 mm
- Genre : Drame
- Durée : 96 minutes
- Dates de sortie : 
  -  : 17 avril 2009
  -  : 2 mars 2010 (DVD)

## Distribution
- Viggo Mortensen (VF : Patrick Laplace[1]) : John Halder
- Jason Isaacs (VF : Jérôme Keen[1]) : Maurice
- Jodie Whittaker : Anne
- Steven Mackintosh : Freddie
- Mark Strong (VF : Constantin Pappas[1]) : Bouhler
- Gemma Jones (VF : Marie-Martine[1]) : La mère
- Anastasia Hille (VF : Martine Irzenski[1]) : Helen
- Ruth Gemmell (VF : Armelle Gallaud[1]) : Elizabeth
- Ralph Riach : Brunau
- Steven Elder : Eichmann
- Kevin Doyle : Commandant
- David de Keyser (VF : Philippe Ariotti[1]) : Mandelstam
- Guy Henry : Doctor
- Adrian Schiller : Goebbels
- Rick Warden : Brownshirt